# Tytanowanie
Tytanowanie – proces metalurgiczny polegający na nasyceniu wierzchniej warstwy materiału (stali) tytanem. Najczęściej tytanowanie przeprowadza się metodą dyfuzyjną. Tytanowanie poprawia twardość powierzchni oraz poprawia odporność na ścieranie, szczególnie w podwyższonych temperaturach.